# Unterseeboot 1193
L'Unterseeboot 1193 ou U-1193 est un sous-marin allemand (U-Boot) de type VIIC utilisé par la Kriegsmarine pendant la Seconde Guerre mondiale.
Le sous-marin fut commandé le 25 août 1941 à Danzig (Schichau-Werke), sa quille fut posée le 28 décembre 1942, il fut lancé le 5 août 1943 et mis en service le 7 octobre 1943, sous le commandement de l'Oberleutnant zur See Joachim Guse.
L'U-1193 n'endommagea ou ne coula aucun navire au cours de l'unique patrouille (24 jours en mer) qu'il effectua.
Il fut sabordé en mai 1945.

## Conception
Unterseeboot type VII, l'U-1193 avait un déplacement de 769 tonnes en surface et 871 tonnes en plongée. Il avait une longueur totale de 67,10 m, un maître-bau de 6,20 m, une hauteur de 9,60 m, un tirant d'eau de 4,74 m et un tirant d'air de 4,86 m. Le sous-marin était propulsé par deux hélices de 1,23 m, deux moteurs diesel Germaniawerft M6V 40/46 de 6 cylindres en ligne de 1 400 ch à 470 tr/min, produisant un total de 2 060 à 2 350 kW en surface et de deux moteurs électriques Allgemeine Elektricitäts-Gesellschaft 460/8-276 de 375 ch à 295 tr/min, produisant un total 550 kW, en plongée. Le sous-marin avait une vitesse en surface de 17,7 nœuds (32,8 km/h) et une vitesse de 7,6 nœuds (14,1 km/h) en plongée. Immergé, il avait un rayon d'action de 93 nautiques (150 km) à 4 nœuds (7,4 km/h; 4,6 milles par heure) et pouvait atteindre une profondeur de 230 m. En surface son rayon d'action était de 9 426 nautiques (soit 15 170 km) à 10 nœuds (19 km/h).
L'U-1193 était équipé de cinq tubes lance-torpilles de 53,3 cm (quatre montés à l'avant et un à l'arrière) et embarquait quatorze torpilles. Il était équipé d'un canon de 8,8 cm SK C/35 (220 coups), d'un canon de 20 mm Flak C30 en affût antiaérien et d'un canon 37 mm Flak M/42 qui tire à 15 350 mètres avec une cadence théorique de 50 coups par minute. Il pouvait transporter 26 mines Torpedomine A ou 39 mines Torpedomine B. Son équipage comprenait 4 officiers et  44 à 56 sous-mariniers.

## Historique
Il reçoit sa formation de base au sein de la 24. Unterseebootsflottille jusqu'au 1er juin 1944, puis il intègre sa formation de combat dans la 8. Unterseebootsflottille. À partir du 1er août 1944, l'U-1193 retourne dans la 24. Unterseebootsflottille puis dans la 31. Unterseebootsflottille comme sous-marin d'entraînement.
Son unique patrouille de guerre se déroule du 23 au 27 août 1944 au départ de Helsinki. Il patrouille en mer Baltique, sans succès.
Il sert ensuite de navire de formation pour les équipages jusqu'à la fin de la guerre.
Le 5 mai 1945, il est sabordé dans la baie de Gelting (en) à la position géographique 54° 48′ N, 9° 49′ O, suivant les ordres de l'Amiral Karl Dönitz (Opération Regenbogen).
L'épave est renflouée en 1948 et démolie en 1953.

## Affectations
- 24. Unterseebootsflottille du 7 octobre 1943 au 1er juin 1944 (Période de formation).
- 8. Unterseebootsflottille du 1er juin 1944 au 1er août 1944 (Unité combattante).
- 24. Unterseebootsflottille du 1er août 1944 au 28 février 1945 (Période de formation).
- 31. Unterseebootsflottille du 1er mars 1945 au 5 mai 1945 (Période de formation).

## Commandement
- Oberleutnant zur See Joachim Guse du 7 octobre 1943 au 5 mai 1945.

## Patrouilles
|       | Commandant         | Départ          | Départ     | Arrivée         | Arrivée    | Jours    | Succès |
| ----- | ------------------ | --------------- | ---------- | --------------- | ---------- | -------- | ------ |
|       | Oblt. Joachim Guse | 20 juin 1944    | Gotenhafen | 21 juin 1944    | Reval      | 2 jours  |        |
|       | Oblt. Joachim Guse | 27 juin 1944    | Reval      | 30 juin 1944    | Reval      | 4 jours  |        |
|       | Oblt. Joachim Guse | 5 juillet 1944  | Reval      | 8 juillet 1944  | Nuokko     | 4 jours  |        |
|       | Oblt. Joachim Guse | 11 juillet 1944 | Nuokko     | 19 juillet 1944 | Helsinki   | 9 jours  |        |
| 1     | Oblt. Joachim Guse | 23 août 1944    | Helsinki   | 27 août 1944    | Gotenhafen | 5 jours  |        |
| Total | Total              | Total           | Total      | Total           | Total      | 24 jours | 0 t    |

Note : Oblt. = Oberleutnant zur See